# Acmaeodera affinis
Acmaeodera affinis es una especie de escarabajo del género Acmaeodera, familia Buprestidae. Fue descrita científicamente por Lucas en 1846.
Esta especie se encuentra en el continente asiático.